# Somalie-du-Sud-Ouest

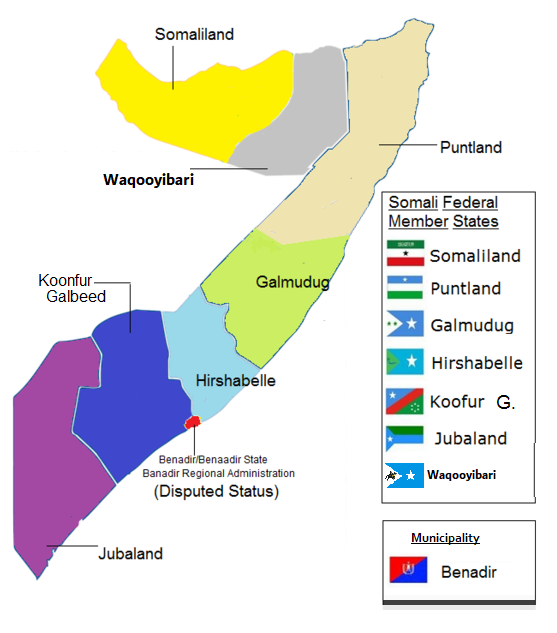
Somalie, début du

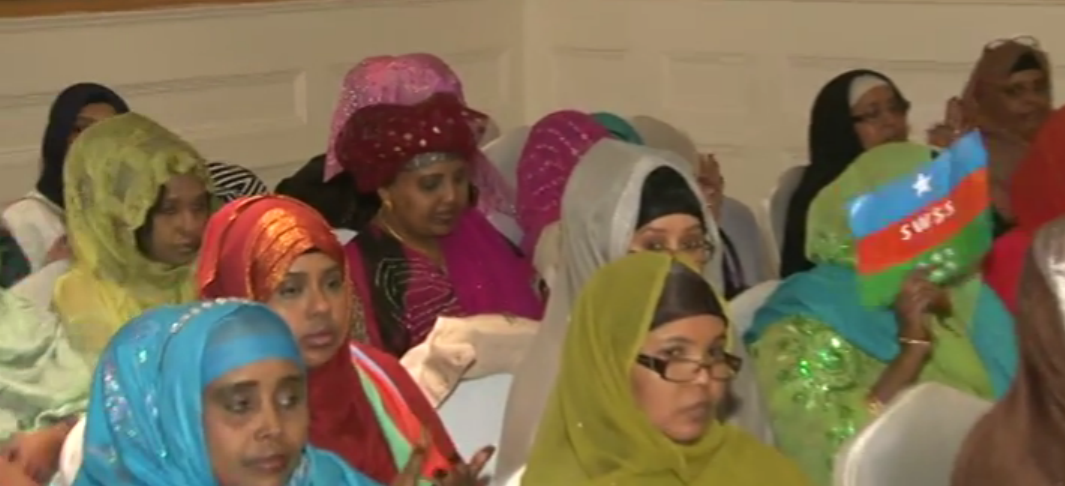
Femmes lors d'une fonction politique à l'appui de l'administration de l'État du sud-ouest de la Somalie (mars 2009)

L'État du Sud-Ouest de la Somalie ( Maay-Maay: Koofur-Orsi) fut le troisième État autoproclamé autonome ou indépendant en Somalie. Cet État autonome comprenait les régions de Gedo, Lower Shabelle, Lower Juba et Middle Juba.

## Histoire
C'est un État de la République fédérale de Somalie depuis la modification des entités territoriales de 2016.